# فرنان لیک ویلیج (آیداهو)
فرنان لیک ویلیج(به انگلیسی: Fernan Lake Village) شهری در شهرستان کوتنای ایالت آیداهو است که جمعیت آن در سرشماری سال ۲۰۱۰ میلادی ۱۶۹ نفر بوده است.